# National Express
National Express Group er en britisk multinational transportkoncern med hovedkvarter i Birmingham. De driver transportservices af bus, tog og sporvogne i Storbritannien, Irland, USA, Canada, Tyskland, m.f.